# FBReader
FBReader — це комп'ютерна програма для читання електронних книг у різних форматах. Працює в операційних системах Android, Linux, MacOS, Windows, BlackBerry OS та інших. Була програмним забезпеченням з відкритим вихідним кодом .
Спочатку написана для роботи на кишеньковому комп'ютері Sharp Zaurus, а пізніше була портована на кілька платформ, до числа яких входять Siemens SIMpad, Archos PMA430, Motorola (E680i, A780, A1200, E8/Em30, Zn5, u9), Nokia Internet Tablet, і електронна книга Nokia Tablet . У версії для ОС Linux для створення інтерфейсу користувача використовуються бібліотеки Qt4 .

## Підтримувані формати
FBReader підтримує кілька поширених форматів електронних книг, може відкривати файли книг з архівів форматів zip, tar, gzip та bzip2 . Особливістю програми є відсутність підтримки таблиць для всіх форматів. Список підтримуваних форматів:
- FictionBook (".fb2", ".fb2.zip") (без таблиць);
- ePub (".epub");
- HTML (".htm", ".html");
- doc  («.doc»);
- Microsoft Compiled HTML Help (".chm");
- plucker [6] (".pdb");
- Palmdoc, AportisDoc (".doc.prc");
- zTxt;
- TCR;
- Rich Text Format (".rtf");
- OEB;
- OpenReader;
- формат mobipocket («.mobi»), не захищений технічними засобами захисту авторських прав (англ. DRM );
- простий текст (".txt");
- Portable Document Format («.pdf») та DjVu («.djvu») (підтримуються лише за умови встановлення додаткових модулів [7] ).

## Основні можливості
Основні можливості програми:
- підтримка декількох кодувань ( UTF-8, US-ASCII, Windows-1251, Windows-1252, KOI8-R, IBM866, ISO 8859, Big5[en] , GBK[en]  );
- підтримка гіперпосилань ;
- автоматичне відкриття файлу, відкритого під час останнього запуску програми;
- зберігання списку останніх відкритих файлів;
- підтримка текстового пошуку;
- можливість роботи у повноекранному режимі;
- можливість отримати доступ до онлайн-бібліотеків; [8]
- можливість повороту екрана на 90 °, 180 ° і 270 °;
- створення віртуальної бібліотеки, в якій можна групувати книги з тематичних розділів. Перевагою таких бібліотек вважається те, що не потрібно блукати каталогами файлової системи в пошуках потрібного видання.
- синхронізація бібліотеки між різними пристроями, а також прогрес читання через " Книжкову мережу FBreader ".

## Інтерфейс
У графічному інтерфейсі програми відсутнє традиційне меню, представлена лише панель інструментів із кнопками. У нижній частині вікна за промовчанням відображаються кількість сторінок книги, номер поточної сторінки та поточний час. У діалоговому вікні можна змінити шрифт, розмір шрифту, встановити величину відступу тексту від краю вікна, змінити спосіб перегортання сторінок та інше.

## FBReaderJ
FBReaderJ - клон FBReader для платформи Android, написаний мовою Java . Нині зветься «FBReader для Android»  .
Підтримує формати FB2, ePub, RTF, DOC ( Microsoft Word ), HTML, TXT (звичайний текст), mobipocket / kindle, читання файлів з архівів zip, tar та gzip .